# (6035) Citlaltépetl
(6035) Citlaltépetl ist ein Asteroid des Hauptgürtels, der am 27. Juli 1987 vom belgischen Astronomen Eric Walter Elst am Observatoire de Haute-Provence (Sternwarten-Code 511) im Südosten Frankreichs entdeckt wurde.
Der Asteroid wurde am 22. Juli 2013 nach dem in der Sierra Volcánica Transversal nahe der Stadt Orizaba gelegenen Vulkan Citlaltépetl benannt, der mit seiner Höhe von 5636 m der höchste Vulkan Nordamerikas sowie der höchste Berg Mexikos ist.